# Myron Moskalyk
Myron Moskalyk ist ein kanadischer Geiger, Dirigent und Musikpädagoge.
Moskalyk studierte an der Juilliard School und an der Indiana University. Seine Lehrer waren u. a. Ivan Galamian und Josef Gingold. Er war Mitglied des Toronto Symphony Orchestra und Konzertmeister des Canada Pops Orchestra, des Scarborough Philharmonic Orchestra und des East York Symphony Orchestra. Außerdem gehörte er zum Orchester der Rockgruppe Lighthouse. Als Studiomusiker wirkte Moskalyk bei zahlreichen CD-Aufnahmen mit. Er unterrichtet Violine am von ihm gegründeten Huckleberry Music Camp und ist Gründer und Dirigent der Studio Strings of Mississauga.